# Mychajło Kołodzinski
Mychajło Kołodzinski, ukr. Михайло Колодзінський, ps. „Huzar”, „Kum” (ur. 6 lipca 1902 we wsi Potoczyska, gmina Siemakowce powiatu horodeńskiego, zm. 19 marca 1939 w Sołotwynie) – ukraiński działacz nacjonalistyczny, w 1939 dowódca Siczy Karpackiej.

## Życiorys
Syn Franciszka i Anny z Budżaków. Ojciec był Polakiem, Mychajło został ochrzczony w obrządku rzymskokatolickim.
Odbył służbę wojskową w Wojsku Polskim, ukończył szkołę podchorążych. Od 1928 studiował prawo na Uniwersytecie Jana Kazimierza we Lwowie. W 1922 wstąpił do Ukraińskiej Organizacji Wojskowej, gdzie działał w referacie wojskowym odpowiedzialnym m.in. za przygotowywanie planów oraz szkolenia wojskowe, a następnie do Organizacji Ukraińskich Nacjonalistów.
W latach 1929–1932 był kilkakrotnie zatrzymywany i aresztowany przez władze polskie. W latach 1932–1933 był wojskowym referentem Krajowej Egzekutywy OUN na ziemie zachodnioukraińskie. W 1932 został aresztowany pod zarzutem zdrady państwowej i skazany na rok więzienia. Po uwolnieniu uznany przez swą organizację za „spalonego” w Rzeczypospolitej wyjechał poprzez Wolne Miasto Gdańsk do Włoch. We Włoszech prowadził szkolenia wojskowe wspieranych przez reżim Mussoliniego chorwackich ustaszy. Poznał tam Ante Pavelica. Po zamachu ustaszy na króla Jugosławii, Aleksandra Karadziordziewicia w Marsylii, w którym zginął także Louis Barthou, francuski minister spraw zagranicznych – razem ze szkolonymi ustaszami został uwięziony przez Włochów na Wyspach Liparyjskich. Zwolniony dzięki zabiegom Jewhena Konowalca.
W trakcie odosobnienia opracowywał materiały do swych prac, m.in.: referatu Ukraińska nacjonalistyczna doktryna wojskowa i opartej na nim monografii Ukraińska doktryna wojenna z 1938. W pracach tych przedstawił strategię okrutnego powstania wymierzonego w Polaków, Żydów i „Moskali”.
Jesienią 1938 w czasie kryzysu czechosłowackiego pod pseudonimem pułkownik Huzar udał się na Ruś Zakarpacką. 15 marca 1939 został mianowany komendantem Sztabu Sił Zbrojnych Karpato-Ukrainy. Wobec zajęcia Czech przez III Rzeszę i ogłoszenia niepodległości przez Słowację, wojska węgierskie zaatakowały Karpato-Ukrainę. Po kilku dniach walk został pojmany i rozstrzelany wraz z adiutantem Zenonem Kossakiem.

## Prace
- Михайло Колодзінський: Українська воєнна доктрина